# Aubers

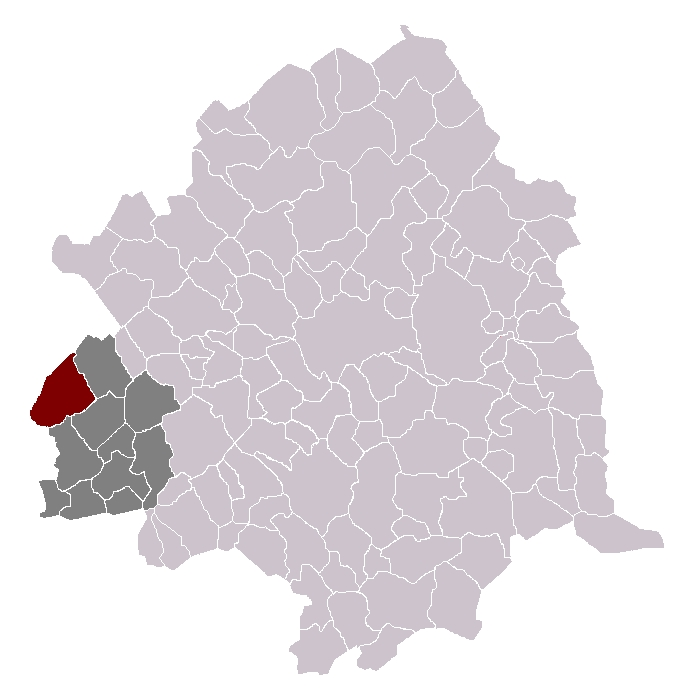
Localització d'

Aubers és un municipi francès, situat a la regió dels Alts de França, al departament del Nord. L'any 2006 tenia 1.527 habitants. Limita al nord amb Fleurbaix, al nord-est amb Fromelles, al sud-est amb Herlies, al sud amb Illies, al sud-oest amb Neuve-Chapelle i Lorgies, i al nord-oest amb Laventie.

## Demografia
| 1962                                       | 1968 | 1975 | 1982  | 1990  | 1999  | 2006  |
| ------------------------------------------ | ---- | ---- | ----- | ----- | ----- | ----- |
| 847                                        | 891  | 908  | 1.311 | 1.571 | 1.584 | 1.527 |
| Des de 1962: població sense dobles comptes |      |      |       |       |       |       |

## Administració
| Període   | Identitat       | Partit |
| --------- | --------------- | ------ |
| 2001-2004 | Pierre Descamps |        |
| 2004-     | Annie Lung      |        |

## Agermanament
- Wadhurst